# John Colet

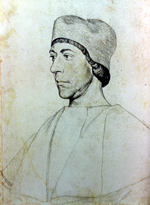
John Colet

John Colet (ur. w 1467 w Londynie, zm. w 1519) – dziekan starej katedry św. Pawła w Londynie (zniszczonej podczas pożaru w 1666). Był wyróżniającym się humanistą, który w dużym stopniu wpłynął na myśl Erazma z Rotterdamu oraz Tomasza Morusa.
Syn Henry’ego Coleta, dwukrotnego burmistrza Londynu (w 1486 i 1495). Henry miał z żoną Christian Kneet 26 dzieci, a pierworodnym i jedynym który przeżył młodość był John.
Studiował w Cambridge. W 1497 wstąpił na ścieżkę duchowną. Wkrótce potem został wyświęcony na diakona i na kapłana. Po przeprowadzce do Oxfordu zaczął udzielać zajęć z egzegezy listów św. Pawła. Tam poznał Erazma z Rotterdamu, z którym szybko się zaprzyjaźnił (Erazm jest autorem pierwszej biografii Johna, napisanej w liście do Joducusa Jonasa w 1521). Jego komentarze biblijne były nowatorskie, wcześniej Pismo było komentowane jedynie przez Sentencje Piotra Lombarda.
Prowadził zajęcia w Oksfordzie do 1504 r., kiedy został dziekanem katedry w Londynie. Tam założył Szkołę św. Pawła w 1509.